# يوستريم
يوستريم (بالإنجليزية: Ustream) هو موقع إلكتروني لعرض المشاهد الحية والمباشرة على الشبكة